# بيمتشانوك لويسيتبايبون
بيمتشانوك لويسيتبايبون (التايلاندية: พิมพ์ ชนก ลือ วิเศษ ไพบูลย์ ؛ من مواليد 30 سبتمبر 1992) عرفت إيضاً بإسم بايفيرن هي ممثلة وعارضة أزياء تايلاندية، ظهرت للشهرة بعد دورها الرئيسي في دور نام في فيلم الحب الأول مع النجم المشارك ماريو مورير. أصبحت ممثلة مستقلة منذ عام 2016.

## روابط خارجية
- بيمتشانوك لويسيتبايبون في قاعدة بيانات الأفلام على الإنترنت
- بيمتشانوك لويسيتبايبون  على فيسبوك.
- بيمتشانوك لويسيتبايبون على إنستغرام
- بيمتشانوك لويسيتبايبون على سينا ويبو.